# Ludmila Pavlitjenko
Ludmila Mikhajlovna Pavlitjenko (ryska: Людмила Михайловна Павличенко), född 12 juli 1916 i Bila Tserkva, död 10 oktober 1974 i Moskva, var en sovjetisk prickskytt i den Röda armen under Andra världskriget. Hon ska ha skjutit och dödat 309 fiendesoldater, och räknas därmed som den mest framgångsrika kvinnliga prickskytten i Sovjetunionens historia.

## Biografi

### Bakgrund
Pavlitjenko föddes 1916 i Bila Tserkva i Lillryssland men flyttade till Kiev med sin familj vid en ålder av fjorton år. Här gick hon med i en pistolklubb och utvecklades snabbt till en mycket skicklig skarpskytt. År 1937, som student vid Kievs universitet, försvarade hon en uppsats om Bohdan Khmelnitskij. I juni 1941 var Pavlitjenko 24 år gammal och studerade historia på fjärde året när det nazistiska Tyskland inledde invasionen av Sovjetunionen med Operation Barbarossa.

### Andra världskriget
Pavlitjenko var bland de allra första som anmälde sig som frivilliga soldater. Hon valde då att gå med i infanteriet och hamnade då i Röda armén. Hon kunde ha valt att bli sjuksköterska, vilket hon dock nekade till. Istället ville hon vara med i armén och strida för sitt land med vapen. 
I den sovjetiska krigsmakten blev hon en av cirka 2000 kvinnor som sattes in som prickskyttar, varav runt 500 överlevde kriget. Hon stred i omkring två och en halv månad nära staden Odessa där det är bekräftat att hon dödade 187 personer. När tyskarna så småningom fick kontroll över Odessa drogs hennes enhet tillbaka och sändes till Sevastopol på Krimhalvön. Där stred hon utan avbrott i mer än åtta månader. I maj 1942 tillräknades löjtnant Pavlitjenko dödandet av 257 tyska soldater. Hennes totala antal dödade under Andra världskriget var alltså större än 300, varav 36 var fientliga prickskyttar.
I juni 1942 blev Pavlitjenko sårad av granateld och på grund av hennes växande ryktbarhet togs hon ur strid och sändes till rehabilitering. Därefter skickades hon till Kanada och USA för ett PR-besök. Hon blev där den första sovjetiska medborgaren som togs emot av en amerikansk president när Franklin Roosevelt välkomnade henne i Vita huset. Senare bjöds Pavlitjenko av Eleanor Roosevelt på en rundresa i hela USA där hon berättade om sina erfarenheter.

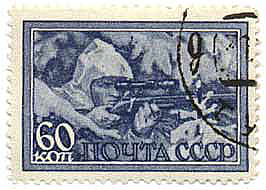
Frimärke från 1943

Efter att ha uppnått majorsgraden kom Pavlitjenko aldrig tillbaka i direkt strid mot tyskarna, istället sattes hon in som instruktör och som sådan tränade hon sovjetiska prickskyttar fram till krigsslutet. År 1943 tilldelades hon hederstiteln Sovjetunionens hjälte och en tillhörande medalj i form av en guldstjärna, och ett sovjetiskt frimärke med hennes porträtt gavs ut.
Efter kriget avslutade hon sin utbildning vid universitetet i Kiev och började en karriär som historiker. Från 1945 till 1953 var hon anställd som vetenskaplig assistent i den sovjetiska marinen och blev senare aktiv i den sovjetiska kommittén för krigsveteraner.
Pavlitjenko dog den 10 oktober 1974 i en ålder av 58 år. Hon begravdes i Moskva.
Två jubileumsmynt och flera frimärken med Pavlitjenkos porträtt har senare utgivits i Sovjetunionen.